# Jiří Javorský
Jiří Javorský (9. února 1932, Praha – 16. září 2002, Heilbronn, Německo, pohřben na hřbitově v Chotči, okr. Praha-západ) byl československý tenista. Třináct let figuroval na 1. místě celostátního žebříčku ve dvouhře. Největším úspěchem je vítězství na French Open 1957 ve smíšené čtyřhře spolu s Věrou Pužejovou-Sukovou.

## Sportovní kariéra
V roce 1948 se stal již v 16 letech dorosteneckým mistrem ČSR, následně získal devět seniorských mistrovských titulů ČSSR ve dvouhře (1952, 1954–58, 1960–61, 1964) a jedenáct vítězství ve čtyřhře, a také ve smíšené čtyřhře. V letech 1957, 1959–60 a 1964 se stal navíc mezinárodním mistrem ČSSR ve dvouhře, trojnásobným mez. mistrem ve čtyřhře a šestinásobným ve smíšené čtyřhře. Roku 1962 vyhrál Putovní pohár města Bratislavy. V letech 1955–66 byl členem československého daviscupového družstva. V Davisově poháru odehrál 56 zápasů (33 vítězných) ve 20 mezistátních utkáních.
Největších úspěchů na mezinárodní scéně dosáhl ve smíšené čtyřhře spolu s Věrou Pužejovou-Sukovou. Roku 1957 získali grandslamový titul na French Open v mixu, do semifinále se probojovali ještě v roce 1960. V letech 1960–61 byli také v semifinále Wimbledonu.
Vynikal volejovou technikou na síti a smeči, horší byly údery od základní čáry a podání.
Uměl jsem ohromně stopbaly a loby a hrál jsem poměrně slušně na síti.
Jiří Javorský, in: 90 let Českého tenisového svazu
V roce 1968 odjel trénovat do Heilbronnu v Západním Německu. Vrátil se po třech letech, ale do téhož místa emigroval roku 1976. V Heilbronnu žil až do své smrti v roce 2002.

## Případ Jaroslava Javorského
Jaroslav Javorský, syn Jiřího Javorského a západoněmecký občan, byl v roce 1977 zatčen bulharskou policií a poté v Československu uvězněn a souzen za údajnou špionáž, přestupek proti devizovým předpisům a napomáhání k trestnému činu nedovoleného opuštění republiky. Byl odsouzen k 13 letům vězení v třetí nápravné výchovné skupině ve věznici Valdice. Kromě Amnesty International informoval a na obranu tohoto politického vězně vystupoval světový tisk a exilová periodika.